# Cambarellus schmitti
Cambarellus schmitti är en kräftdjursart som beskrevs av Hobbs 1942. Cambarellus schmitti ingår i släktet Cambarellus och familjen Cambaridae. IUCN kategoriserar arten globalt som otillräckligt studerad. Inga underarter finns listade i Catalogue of Life.